# Solly March
Solomon Benjamin March (20 de juliol de 1994) és un futbolista professional anglès que juga com a volant pel Brighton & Hove Albion FC.